# Cameron Pipeline
Cameron Pipeline — трубопровід у штаті Луїзіана, споруджений з метою сполучення терміналу для прийому зрідженого природного газу на каналі Calcasieu із рядом магістральних газопровідних систем.
Для видачі продукції терміналу Камерон, введеного в дію у 2009 році, спорудили трубопровід діаметром 1050 мм та довжиною 36 миль, який при цьому має інтерконектори одразу з п'ятьма потужними газотранспортними системами, що зв'язують узбережжя Мексиканської затоки з регіоном Великих Озер та атлантичним узбережжям США — Florida Gas Transmission, Tennessee Gas Pipeline, Texas Eastern Transmission, Transco та Trunkline Pipeline.
У зв'язку із «сланцевою революцією» та зникненням в США попиту на імпорт ЗПГ, термінал Камерон буде перетворений на експортний завод із зрідження природного газу, а Cameron Pipeline, переведений у реверсний режим, відповідно постачатиме до нього сировину.